# Georges Le Faure
George Faure (n. 12 iunie 1856, Paris, Île-de-France, Franța – d. 25 mai 1953, Paris, Île-de-France, Franța) a fost un scriitor francez cunoscut ca autor a numeroase romane populare, inclusiv de capă și spadă.
S-a căsătorit pe 2 ianuarie 1906 cu Magdeleine Boucherit.

## Scrieri
- Nicolas Pepoff - 2 vol. - Bibliothèque des grandes aventures -Tallandier 1901
- Les Voleurs d'or, 1899, Livre national-Aventures et Voyages nr. 106, 1926
- Le Chevalier de Latude, 1902-1904
- Kadidjar la rouge, 1910 Les Beaux Romans Illustration de Gaston de Fonseca
- La Course au milliard, 1925
- Un descendant de Robinson, Livre national-Aventures et Voyages nr. 24
- Le Carré diabolique, Livre national-Aventures et Voyages nr. 86, 1926
- La Brigande, 1936
- La voix d'en face - Collection La Belle aventure nr. 7, 1937
- Lucrări de Georges Le Faure la Proiectul Gutenberg : Les Aventures Extraordinaires d'un Savant Russe
- s. d.  Madame Tambour , édition Emile Gaillard, 319.p, 100 ilustrații de Georges Tiret-Bognet